# Volgai hering
A volgai hering (Alosa suworowi, korábban Caspialosa suworowi) a sugarasúszójú halak (Actinopterygii) osztályának heringalakúak (Clupeiformes) rendjébe, ezen belül a heringfélék (Clupeidae) családjába tartozó faj.

## Rendszertani besorolása
Ezt a halat, egyes biológusok, mint amilyen Reshetnikov et al. (1997: Ref. 26334) is, nem fogadják el önálló fajnak, hanem több Alosa-faj hibridjének tekintik.

## Előfordulása
A volgai hering elterjedési területe főként a Kaszpi-tenger északi fele, a Volga deltája előtt és attól keletre. Egyes példányait különösen a hideg évszakban a Kaszpi-tenger déli felén is megtalálták.

## Megjelenése
A volgai hering teste magas, heringszerű, kerekded pikkelyei kicsinyek. Testhossza 15-20 centiméter, legfeljebb 26,8 centiméterig. Testmagassága 22-33 százaléka (átlagosan 26 százaléka) a test hosszának. Szemei nagyok, átmérőjük több, mint 6 százaléka a test hosszának. Hátúszója rövid. Oldalvonala nincs. Felső állkapcsa erőteljes középső bemetszéssel, az alsó állkapocs a szem hátulsó szegélyéig ér. Állkapcsa és az ekecsont fogazottak. A fej hossza a testhossz egynegyede (vagy valamivel több). A 32-68 (átlagosan 50-55) erőteljes kopoltyútüske másfélszer olyan hosszú, mint a kopoltyúlemezkék. Hátoldalának színezete a sötét zöldesszürkétől a feketéig terjed. A kopoltyúfedők mögött néha halvány sötét folt van.

## Életmódja
A volgai hering tápláléka főként szabad vízben úszó apró gerinctelen állatok, a fenéken nem zsákmányol. Egyaránt megél a sós- és édesvízben is.

## Szaporodása
Az ívni készülő csapatok azonos időben bukkannak fel a Volga torkolata előtt, mint a nagyszemű hering (Alosa saposchnikowii) csapatai. Tavasszal gyakran nagy számban gyülekeznek, hogy a torkolat brakkvízének homokpadjain ívjanak. Egyes csoportok valamivel tovább, egészen a delta alsó részéig úsznak, de a Volgában felfelé nem vándorolnak. Május-júniusban ívnak.